# جیجاق سیبری

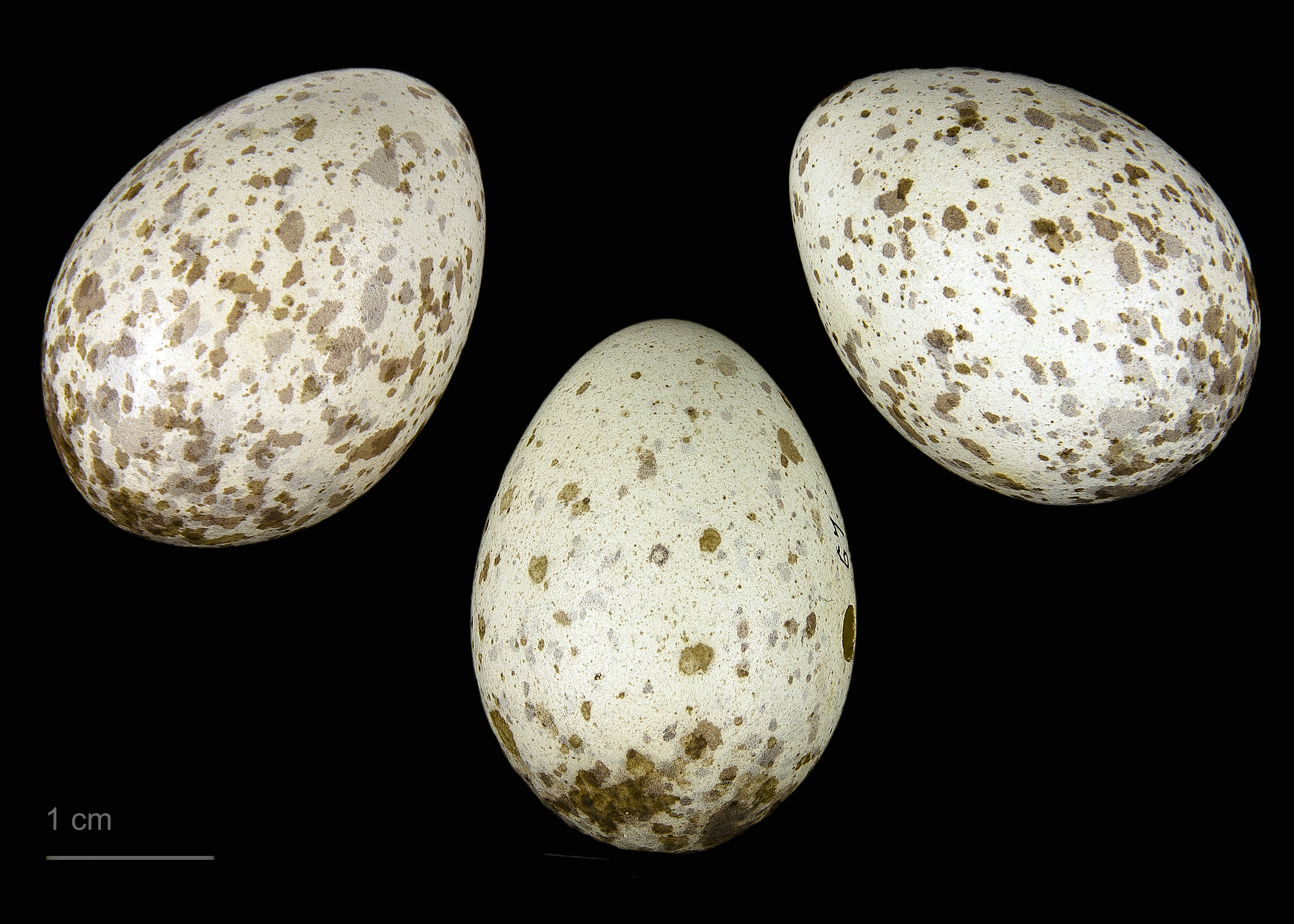
Perisoreus infaustus infaustus

جیجاق سیبری (نام علمی: Perisoreus infaustus) نام یک گونه از سرده جیجاق شمالی است.

## نگارخانه

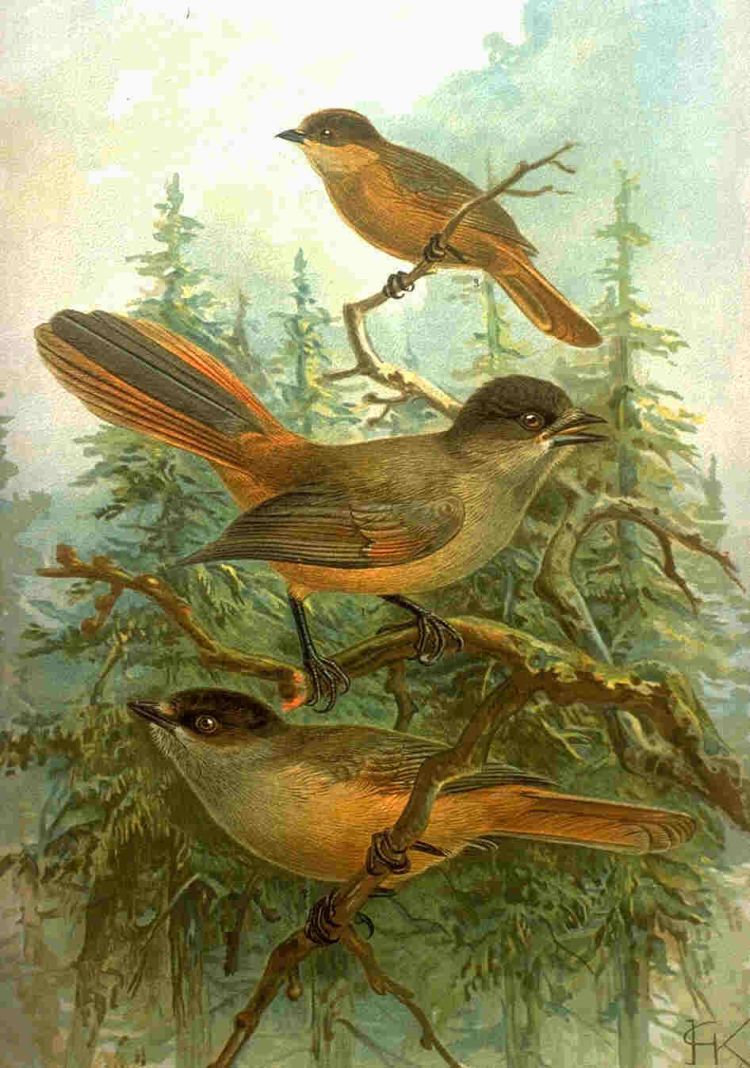